# چونگ کوک-چین
چونگ کوک-چین (انگلیسی: Chung Kook-chin; ۲ ژانویهٔ ۱۹۱۷ – ۱۰ فوریهٔ ۱۹۷۶) بازیکن فوتبال اهل کره جنوبی بود.
وی همچنین در تیم ملی فوتبال کره جنوبی بازی کرده‌است.